# Kamil Nesveda
Kamil Nesveda (do roku 1940 Camillo Nesweda, 12. prosince 1890 Radějov – 30. září 1941 Kounicovy koleje) byl důstojník Československé armády a protinacistický odbojář.

## Život

### Před první světovou válkou
Camillo Nesweda se narodil 12. prosince 1890 v Radějově na Hodonínsku v rodině hraběcího lesníka Josefa Neswedy a Marie, rozené Nossekové. Mezi lety 1901 a 1907 studoval na českém gymnáziu ve Strážnici, poté do roku 1911 kadetní školu ve Vídni, následně sloužil jako velitel čety u císařských tyrolských myslivců v Bozenu.

### První světová válka
Po vypuknutí první světové války byl Camillo Nesweda jako voják z povolání odeslán na frontu. Postupně bojoval na srbské, ruské, kde byl raněn, a italské frontě, zde od března 1916. Mezi říjnem 1917 a březnem 1918 byl velitelem výcvikového střediska pochodových formací, mezi dubnem a červencem absolvoval kurz generálního štábu v Bělehradu, poté se vrátil na italskou frontu. Po uzavření příměří se vrátil domů. V c. a k. armádě dosáhl hodnosti nadporučíka.

### Mezi světovými válkami
Bezprostředně po návratu z fronty se Camillo Nesweda přihlásil do služeb nově vzniklé Československé armády. Přiřazen byl k zemskému vojenskému velitelství Brno, v zimě 1919 absolvoval lyžařský kurz ve Vysokých Tatrách, na jaře téhož roku se zúčastnil bojů s Maďary, poté působil na zemských vojenských velitelstvích Košice, Užhorod a Bratislava. Mezi lety 1921 a 1922 studoval na Vysoké škole válečné v Praze, poté sloužil na velitelství 8. divize v Opavě. Průběžně si zvyšoval kvalifikaci. Od října 1925 působil na zemském vojenském velitelství v Brně a to do října 1929 se dvěma mezidobími, kdy vyučoval všeobecnou taktiku v kurzech pro velitele oddílů v Praze. Tuto aprobaci následně vyučoval mezi lety 1929 a 1934 na Vysoké škole válečné v Praze. Od 15. října 1935 sloužil jako náčelník štábu u brněnské 6. divize a poté tamtéž u III. sboru. V roce 1938 odmítl funkci vojenského atašé v Berlíně, během všeobecné mobilizace na podzim téhož roku zastával post náčelníka štábu velitelství Hraničního pásma XIV. Od 3. listopadu 1938 do rozpadu Československa byl ustanoven do funkce delimitačního generála. Během jejího výkonu se mu podařilo vyjmout z německého záboru osmnáct moravských obcí mj. Ivančice. Dosáhl hodnosti plukovníka.

### Druhá světová válka
Po německé okupaci v březnu 1939 se Camillo Nesweda zapojil do protinacistického odboje. Stal se prvním velitelem krajského velitelství Obrany národa Brno-venkov. Již jako příslušník odboje vstoupil k 1. červenci 1939 do stavu Vládního vojska, kde byl ustanoven přednostou štábu brněnského inspektorátu. V lednu 1940 si počeštil příjmenní na Kamil Nesveda. Dne 3. prosince téhož roku byl zatčen gestapem a poté vězněn a tvrdě vyslýchán v brněnských Sušilových kolejích, Uherském Hradišti, Olomouci a opět brněnských Kounicových kolejích. Zde spáchal 30. září 1941 sebevraždu podřezáním žil. Jeho ostatky byly 1. října zpopelněny v brněnském krematoriu, rodině ale nikdy nebyly vydány.

## Ocenění

### Vyznamenání
- Československý válečný kříž 1914–1918

### Čestná občanství
- Kamil Nesveda byl v roce 1938 nebo 1939 jmenován čestným občanem obce Dobřínsko za zásluhy o její vyčlenění z německého záboru

### Posmrtná ocenění
- Kamilu Nesvedovi byl in memoriam udělen Československý válečný kříž 1939
- Kamil Nesveda byl v roce 1947 in memoriam povýšen do hodnosti brigádního generála